# チェロソナタ (グリーグ)
チェロソナタ イ短調 作品36は、エドヴァルド・グリーグが作曲した唯一のチェロソナタである。

## 概要
グリーグはチェロとピアノのための作品を2曲残しているが、このチェロソナタは1883年に作曲された。グリーグはこのソナタを、3歳年上の兄ヨーンのために作曲したという。ヨーンはチェロを愛好し、グリーグと同様ライプツィヒ音楽院で学んだが他の職に就き、アマチュアのチェリストとして音楽を楽しんでいた。その兄が演奏することを想定してこのソナタを書いたという。
弦楽四重奏曲ト短調 作品27から5年ほど後に作られた作品であるが、弦楽四重奏曲に見られたような全体を貫く統一性は見られない。だが時折、その極めて情熱的で大胆な音楽は、弦楽四重奏曲に劣らない魅力を放っている。また第2楽章は、『十字軍の兵士シグール』作品22の中の「忠誠行進曲」から流用している。

## 構成
3楽章の構成で、演奏時間は約30分。
- 第1楽章 アレグロ・アジタート
イ短調、2分の2拍子、ソナタ形式。
- 第2楽章 アンダンテ・モルト・トランクィロ
ヘ長調、4分の4拍子、自由な形式。
- 第3楽章 アレグロ―アレグロ・モルト・エ・マルカート
イ短調→イ長調、4分の2拍子、序奏付きのソナタ形式。

## 間奏曲 イ短調
チェロとピアノのための間奏曲イ短調 EG.115は、上記のチェロソナタよりも20年近く前の1867年頃に作曲された作品で、チェロソナタと同様、ヨーンのために作曲されたものであると考えられている。なお、この間奏曲よりも先に、ヨーンに1曲『マズルカ』という作品を献呈していると伝えられているが、楽譜が紛失したため、存在が確認されていない。
あまり技巧に走ることなく、チェロの歌う性格を生かした穏やかな作品である。演奏時間は約3分。